# Dana Delany
Dana Delany (New York City, New York, 13. ožujka 1956.) je američka glumica. Najpoznatija je po ulogama u TV serijama "Kućanice","Kineska plaža" i "Body of proof".